# Geneza i perspektywy artystyczne surrealizmu
Geneza i perspektywy artystyczne surrealizmu – publikacja napisana przez głównego teoretyka surrealizmu André Bretona i wydana w 1941. 
Dotyczy głównie przemyśleń na temat malarstwa, a także znaczenia awangardy w sztuce.
Początkowo autor wyraża swoją opinię na temat przedstawienia natury w malarstwie, krytykując sztukę naśladowczą. Ukazanie jej zgodnie z percepcją wzrokową i pod wpływem wzruszenia uważa za należące do starego świata. Przyjmuje Giordano Bruno za osobę, która położyła podwaliny pod przyszłe postulaty surrealistyczne, zaś w Nieznanym dziele Balzaca odnajduje zasadę, którą uważa za słuszną i bliską nowym prądom awangardowym w sztuce, mianowicie: Powołaniem sztuki nie jest kopiować naturę, lecz ją wyrażać. Odrodzenie malarstwa datuje ok. 1910, a widzi je w narodzinach kubizmu i sztuki niefiguratywnej. Postrzega dwie drogi tej insurekcji: jedną wyznaczoną przez Pablo Picasso (próby rozczłonkowania przedmiotu zewnętrznego), drugą przez Wasilija Kandinskiego. Zauważa i podkreśla rolę uczucia bądź porywu w sztuce. Twierdzi,  iż mogą się kryć się pod nim: napis ultrasubiektywny, wniesienie wartości czysto poetyckiej do kompozycji lub akt czystej brawury. Zawarte w danym dziele uczucie daje następnym pokoleniom dowód bezmiernej miłości wolności. 
Pewną część utworu Breton poświęca na omówienie dokonań futuryzmu; stwierdza, iż nie wniósł wielu wartościowych dzieł, lecz jest wart uwagi jako tendencja artystyczna. Za istotnie dzieło tego kierunku uważa "Akt schodzący po schodach" Marcela Duchampa, zaś najważniejszy wkład to, według niego, obrazy w rodzaju "stan duszy". Uwagę poświęca również okresowi mechanicznemu, uważając "Mężatkę obnażoną przez nieżonatych" Duchampa za najistotniejsze dzieło w tym nurcie.  